# Debil (Band)
Debil ist eine Punk-Rockband aus Schwerin/Grabow, die sich 1996 formierte. Benannt ist die Band nach dem gleichnamigen Album von Die Ärzte.

## Geschichte
Die Band war und ist für ihre Mitglieder immer ein Hobby, das sie neben ihren regulären Tätigkeiten praktizierten. In den Jahren seit ihrer Gründung schaffte die Band keinen großen Durchbruch und wurde lediglich regional bekannt. Meist treten sie in kleinen Clubs auf, waren aber auch schon vor großem Publikum, wie beim Schweriner Drachenbootfest 2004, oder als Vorband zum Juli meets MIA.-Openair in der Schweriner Freilichtbühne 2007. 10 Jahre lang gaben sie jährlich zu Weihnachten ein Weihnaxkonzert in ihrer Heimatstadt Grabow. Diese Tradition endete 2005. Über die Jahre wechselte die Besetzung dreimal. Im Jahr 2000 hörte Gitarrist Franner auf und Stefan kam neu hinzu. 2006 wurde Nico Schlagzeuger nach dem Rücktritt von Horst. Nach 23 Jahren verabschiedete sich 2019 Bert aus der Band und Uwe übernahm den Bass.
Tor, Tor, Tor wurde als Single zur Fußball-Weltmeisterschaft 2006 auf der Website veröffentlicht.

## Diskografie
Alben
- 1997: Debil
- 2000: Alle Guten Dinge sind ... Fünf
- 2002: FuPoRoPu

EPs
- 1999: Chart-Hits
- 2008: Immer noch da

Singles
- 2006: Tor, Tor, Tor